# Tompkins (Nowy Jork)
Tompkins – miasto w Stanach Zjednoczonych, w stanie Nowy Jork, w hrabstwie Delaware.